# Джумабаева, Муттихон
Муттихон Джумабаева (узб. Moʻttixon Jumaboyeva; 1934 год, Мархаматский район, Андижанская область, Узбекская ССР — 1973 год, Узбекская ССР) — хлопковод, бригадир колхоза имени Свердлова Мархаматского района, Андижанская область, Узбекская ССР. Герой Социалистического Труда (1957). Депутат Верховного Совета Узбекской ССР 4-5 созывов.

## Биография
Родилась в 1934 году в крестьянской семье в одном из сельских населённых пунктов Мархаматского района, Андижанская область. Окончила местную сельскую школу. С 1950 года трудилась рядовой колхозницей в колхозе имени Свердлова Мархаматского района. В 1954 году назначена звеньевой и в 1956 году — бригадиром хлопководческой бригады в этом же колхозе. С 1956 года — член КПСС.
В 1956 году бригада под её руководством собрала ручным способом в среднем с каждого гектара по 51,5 центнеров хлопка-сырца. Указом Президиума Верховного Совета СССР «О присвоении звания Героя Социалистического Труда колхозникам, колхозницам, работникам машинно-тракторных станций, совхозов, партийным и советским работникам Узбекской ССР» от 11 января 1957 года удостоена звания Героя Социалистического Труда за «выдающиеся успехи, достигнутые в деле развития советского хлопководства, широкое применение достижений науки и передового опыта в возделывании хлопчатника и получение высоких и устойчивых урожаев хлопка-сырца» с вручением ордена Ленина и золотой медали «Серп и Молот».
Избиралась депутатом Верховного Совета Узбекской ССР 4-5 созывов (1955—1962).
Умерла в 1973 году.